# Gieorgij Zozula
Gieorgij Pietrowicz Zozula (ros. Георгий Петрович Зозуля, ur. 5 lutego 1920 w Groznym, zm. 5 stycznia 1954 w Krasnodarze) – radziecki lotnik wojskowy, porucznik, Bohater Związku Radzieckiego (1946).

## Życiorys
Był narodowości ukraińskiej. W 1938 skończył 10 klas szkoły i aeroklub w Groznym, następnie uczył się w szkole lotnictwa cywilnego w Bałaszowie. Od października 1939 służył w armii, w 1941 ukończył wojskową szkołę lotniczą w Bałaszowie, a w 1942 zjednoczoną wojskową szkołę lotniczą w Krasnodarze. W 1942 otrzymał stopień porucznika, był dowódcą klucza 11 zapasowego pułku lotniczego i od kwietnia do października 1943 6 samodzielnego pułku lotniczego 4 Armii Powietrznej. Od października 1943 do maja 1945 uczestniczył w wojnie z Niemcami jako starszy lotnik 43 gwardyjskiego pułku lotnictwa szturmowego. Walczył na Froncie Północno-Kaukaskim, potem w składzie Samodzielnej Armii Nadmorskiej, w kwietniu i maju 1944 na 4 Froncie Ukraińskim, a od maja 1944 do maja 1945 na 2 Froncie Białoruskim. Brał udział w operacji noworosyjsko-tamańskiej, krymskiej, mohylewskiej, białostockiej, osowieckiej, pomorskiej i berlińskiej. Podczas wojny wykonał 138 lotów bojowych Iłem-2, atakując siłę żywą i technikę wojskową wroga. Po wojnie był dowódcą klucza pułku lotnictwa szturmowego w Północnej Grupie Wojsk stacjonującej w Polsce, w grudniu 1950 został zwolniony do rezerwy. W Groznym jego imieniem nazwano ulicę.

## Odznaczenia
- Złota Gwiazda Bohatera Związku Radzieckiego (15 maja 1946)
- Order Lenina (15 maja 1946)
- Order Czerwonego Sztandaru (20 września 1944)
- Order Wojny Ojczyźnianej I klasy (19 grudnia 1944)
- Order Czerwonej Gwiazdy (15 maja 1944)

I medale.